# Organisator (Beruf)

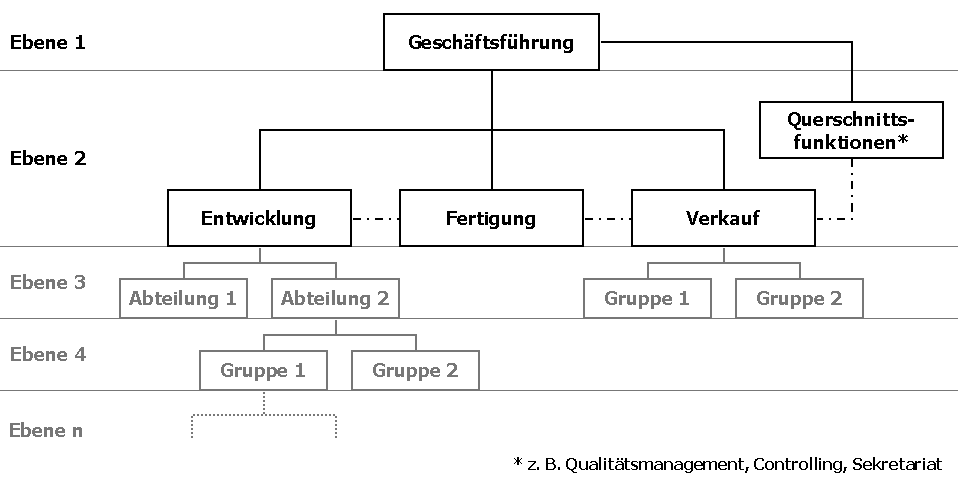
Organigramm - Etwas, mit dem sich der Organisator häufig beschäftigt oder erstellt

Prozess, Ablauf, Workflow - Eines der wichtigsten Instrumente für Organisatoren

Ein Organisator ist eine Rolle oder Stelle, die sich mit organisatorischen Fragestellungen in einem Unternehmen beschäftigt. In der Praxis wird oftmals ein Organisator eingesetzt, um Projektleiter methodisch zu unterstützen, Projekte zu koordinieren, die Unternehmensleitung zu beraten. Ein Organisator erfüllt ähnliche Anforderungen wie ein Projektleiter. Er verfügt über Beratungsqualitäten und Methodenkenntnisse.

## Kenntnisse
Ein Organisator verfügt über Kenntnisse in folgenden Bereichen:
| Wissensgebiete                      | Inhalte (Keine Vollständigkeit)                               |
| ----------------------------------- | ------------------------------------------------------------- |
| Organisation                        | - Aufbauorganisation - Ablauforganisation - Projektmanagement |
| Betriebswirtschaft                  | - Finance - Betriebsbuchhaltung - Controlling                 |
| Informationsmanagement (Informatik) | - Informationsschutz - Wissensmanagement - Riskmanagement     |
| Infrastruktur und Technologien      | - Evaluation - E-Technologien                                 |
| Recht                               | - Vertragsrecht - Handelsrecht - Datenschutz                  |
| Sozialkompetenz                     | - Moderationstechnik - Konfliktmanagement - Kommunikation     |

## Aufgabenbereiche
Organisation umfasst unter anderem folgende Aufgaben:
- Leitung einer Organisationsabteilung oder Stabsstelle
- Beratung der obersten Führung (strategisch und operativ) und/oder von Projektleitern
- Mitarbeit oder Führung von Projekten
- Mitarbeit beim Aufbau einer größeren Organisation
- Mitarbeit bei der Organisation und Strukturierung von Räumen und Arbeitsplätzen
- Mitwirkung beim Datenschutz
- Präsentationen und Moderationen erstellen und vortragen
- Akzeptanz einholen
- Kommunikation nach innen und außen im Rahmen eines Projektes oder gegenüber der Unternehmensführung
- Unterstützung der ausführenden Gremien
- Koordination von Projekten, Projektleitern und Planungsaufgaben

## Deutschland
Organisationsmanagement kann auf Hochschul-Niveau studiert werden an der Steinbeis-Hochschule. Der Abschluss ist ein Master of Science in Business Management.
Daneben schulen und zertifizieren Trainingsanbieter im Organisationsmanagement.

## Schweiz

### Höhere Berufsbildung
„Organisator mit eidg. Fachausweis“, „eidg. dipl. Organisator“ bzw. „Experte in Organisationsmanagement mit eidg. Diplom“ sind geschützte Berufsbezeichnungen. Die Ausbildung dauert ca. 3–6 Semester (je nach Schule und Lehrgang). Die Weiterbildung erfolgt in Kursen, Fachtagungen und Workshops.
- Berufsprüfung: Spezialist/Spezialistin in Unternehmensorganisation mit Eidgenössischem Fachausweis[2] (Seit 2013)
- höhere Fachprüfung:  Experte in Organisationsmanagement mit eidg. Diplom[3] (Seit 2013)

### Höhere Fachschule
- Höhere Fachschule: Betriebswirtschafter KMU mit eidg. Diplom[4]

### Fachhochschule
- Fachhochschule: Betriebsökonom/in FH, Ingenieur FH Informatik und weitere ähnliche FH-Fachrichtungen.
- Nachdiplomstudien (CAS/DAS/MAS) in Unternehmensführung, Betriebswirtschaft, Informatik-Projektleitung.

### Schweiz
- Berufsbild auf der Homepage der schweizerischen Berufsberatung
- Schweizerische Gesellschaft für Organisation und Management

### Deutschland
- Gesellschaft für Organisation e. V.
- Berufsbeschreibung der Bundesagentur für Arbeit.